# Жмеринський район
Жмеринський район (Жмеринщина) — район Вінницької області в Україні, утворений 2020 року. Адміністративний центр — місто Жмеринка. Площа — 3136,3 км²  (11,8% від площі області), населення — 163,7 тис. осіб (2020).

## Історія
Район створено відповідно до постанови Верховної Ради України № 807-IX від 17 липня 2020 року.

## Громади району
До його складу увійшли:
- Міські
  - Барська
  - Жмеринська
  - Шаргородська
- Селищна
  - Копайгородська
- Сільські
  - Джуринська
  - Мурафська
  - Северинівська
  - Станіславчицька

Раніше територія району входила до складу Жмеринського (1923—2020), Барського, Шаргородського районів, ліквідованих тією ж постановою.